# Gas interstiziali

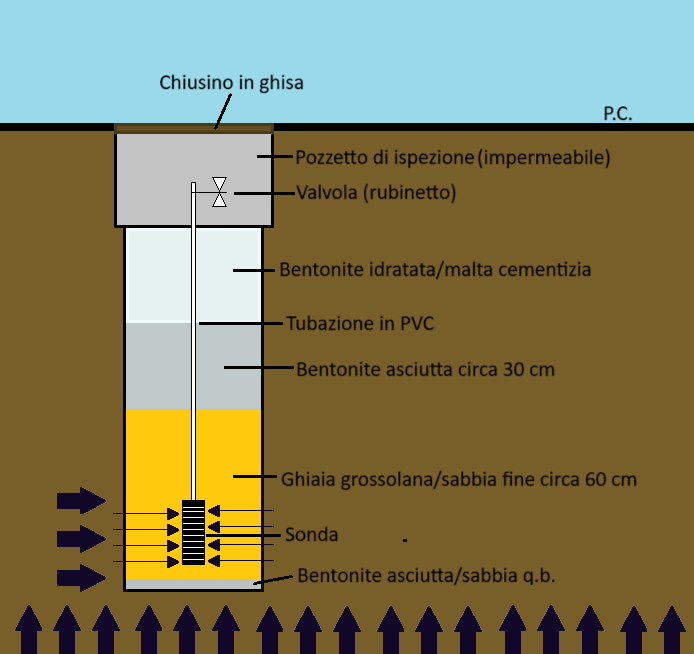
Schema di captazione gas interstiziali

I gas interstiziali (in inglese soil gases) sono costituiti da gas e vapori presenti negli interstizi del sottosuolo (spazi tra i granuli). In generale, questi gas sono composti in prevalenza da azoto, ossigeno e anidride carbonica, tuttavia la loro composizione può variare in funzione di eventi di origine microbiologica (es. fermentazione), geologica (es. variabili meteorologiche) e/o contaminazione chimico-fisica (es. ossidazione di composti organiche). Ad esempio, nel caso di una contaminazione chimica da idrocarburi petroliferi (a bassa densità) vengono rilasciati composti organici volatili che si diffondono nell'intorno per la Teoria cinetica dei gas.
L'aria e l'acqua del sottosuolo sono matrici molto dinamiche, e in generale sono spesso inversamente correlate, infatti: quando l'acqua drena, evapora o viene assorbita delle radici, i gas riempiono i "pori" del suolo, viceversa quando l'acqua riempie gli interstizi, questa rete di aerazione si limita.

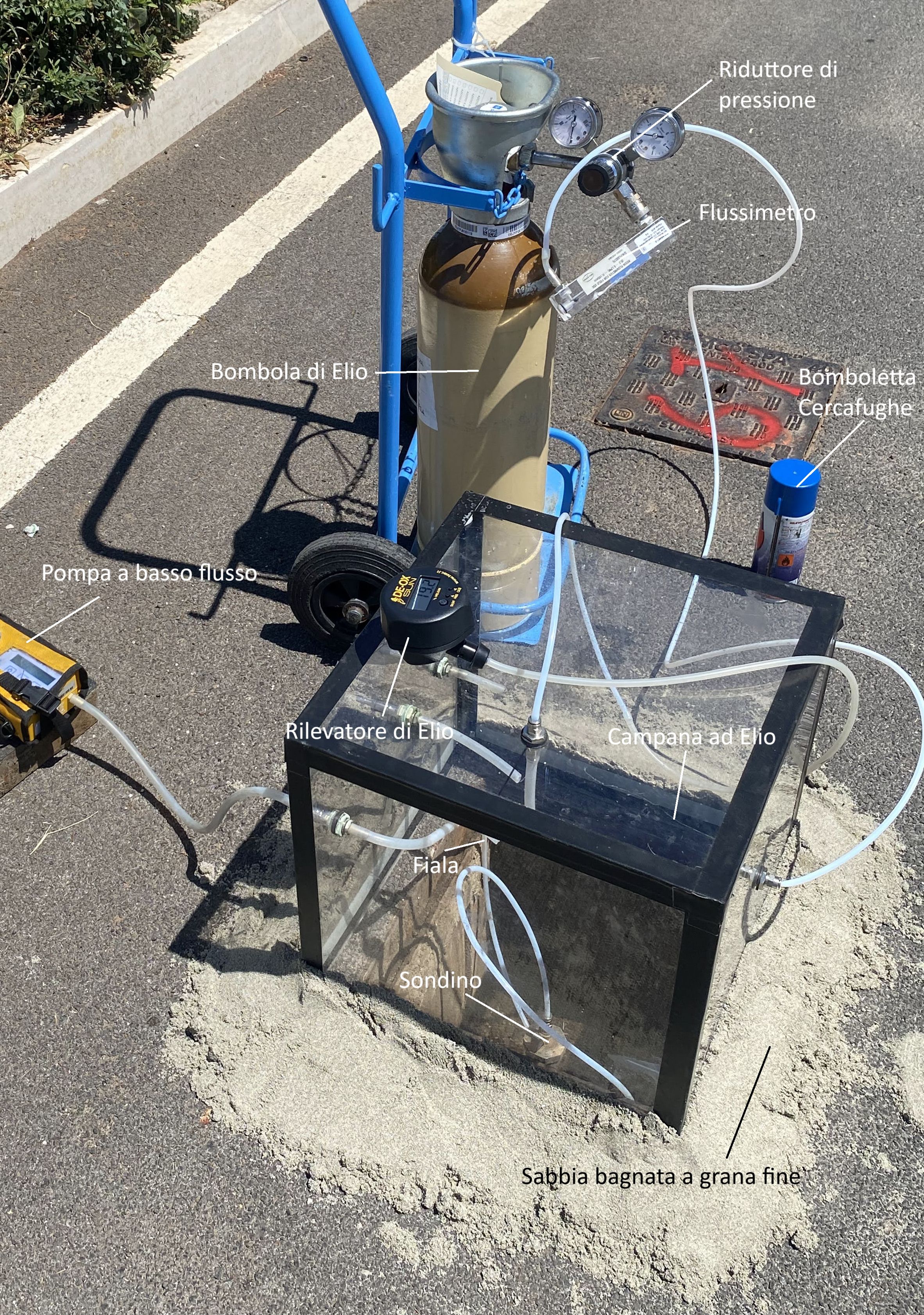
Campionamento di Gas Interstiziali con Leak Test (Test di tenuta) del pozzetto